# وسام القوة الجوية العراقية
وسام القوة الجوية العراقية وهو وسام يتكون من درجتين أولى وثانية ومنح لضباط القوة الجوية والدفاع الجوي والطيارين الحربيين العراقيين الذين خدموا في القوة الجوية العراقية وقاموا باعمال بطولية أثناء أدائهم للواجب. كما أن هناك انواطا أخرى للقوة الجوية مثل نوط الخدمة ونوط الشجاعة وطيران الجيش.